# Une famille syrienne
Une famille syrienne (titulada Alma mater en España; Ensiriados en México y República Dominicana; y Insyriated en el resto de Hispanoamérica) es el nombre de una película belga de género Drama dirigida por Philippe Van Leeuw y estrenada en 2017. La película fue seleccionada para competir en el Festival de cine de Berlin,
ef>

## Reparto
- Hiam Abbass / Oum Yazan
- Diamand Bou Abboud / Halima
- Juliette Navis / Delhani
- Mohsen Abbas / Abou Monzer